# Liste der schwedischen Botschafter in Deutschland
Liste der schwedischen Botschafter in Deutschland.

## Botschafter

### Schwedische Gesandte beimDeutschen Bund
1859: Aufnahme diplomatischer Beziehungen
| Königreich Schweden                    | Königreich Schweden | Königreich Schweden | Königreich Schweden                                |
| Name                                   | Bild                | Amtszeit            | Anmerkungen                                        |
| -------------------------------------- | ------------------- | ------------------- | -------------------------------------------------- |
| Adalbert von Mansbach (* 1820; † 1890) |                     | 1859–1866           | Gesandter für das Königreich Schweden und Norwegen |

### Schwedische Gesandte imDeutschen Reich
1867: Aufnahme diplomatischer Beziehungen zum Norddeutschen Bund, 1871: zum Deutschen Reich

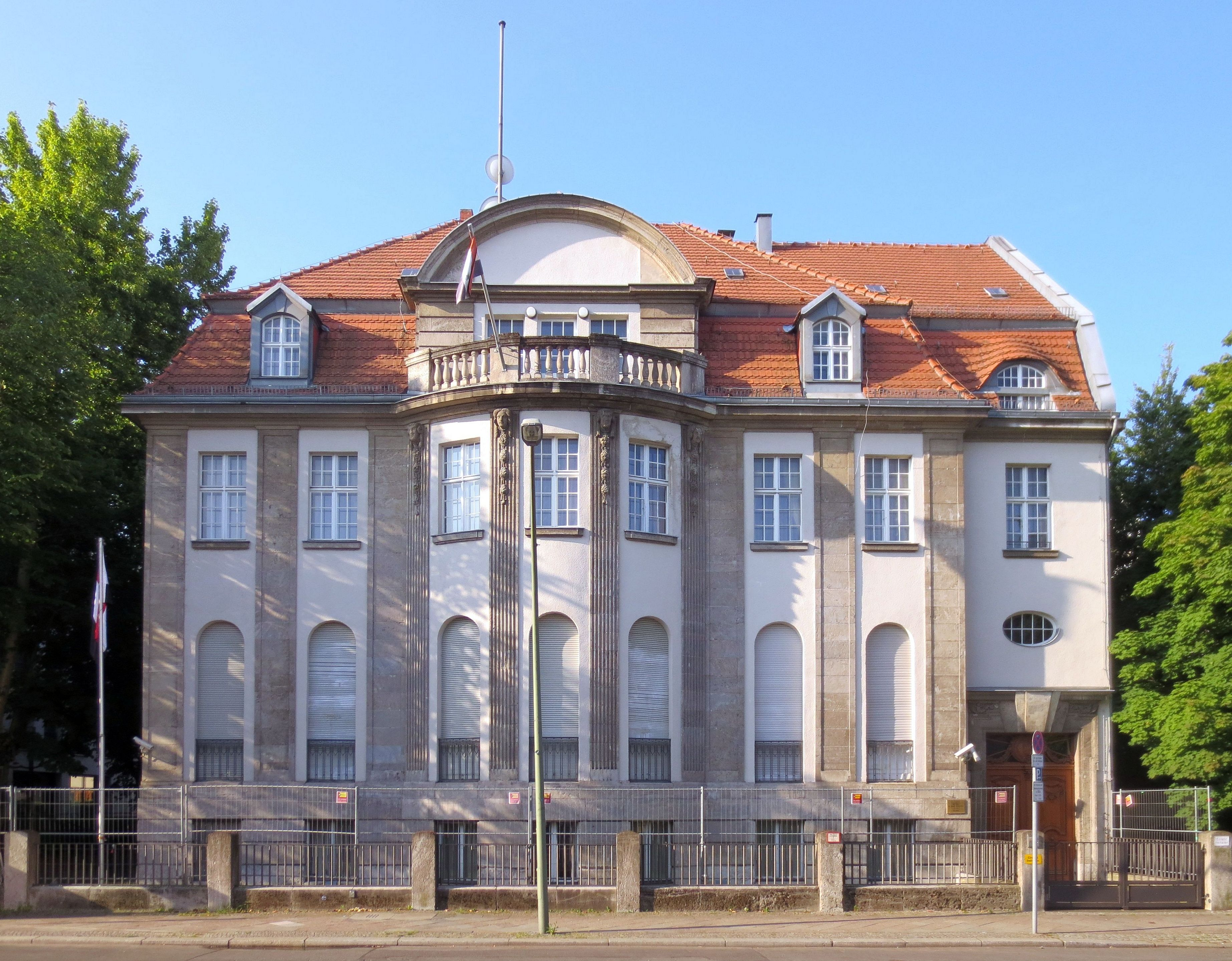
Provisorische Schwedische Gesandtschaft (1943–1944) in der Berliner Rauchstraße.
Von 1912 bis 1943 befand sich die Schwedische Gesandtschaft in einem Anwesen in der Tiergartenstraße 36; die 1888 erbaute Villa wurde bei einem Bombenangriff am 22. November 1943 komplett zerstört und die Ruine 1956 abgetragen.

| Königreich Schweden                    | Königreich Schweden | Königreich Schweden | Königreich Schweden                                 |
| Name                                   | Bild                | Amtszeit            | Anmerkungen                                         |
| -------------------------------------- | ------------------- | ------------------- | --------------------------------------------------- |
| Frederik Due (1796; † 1873)            |                     | 1867–1871           | Gesandter für das Königreich Schweden und Norwegen  |
| Königreich Schweden                    |                     |                     |                                                     |
| Name                                   | Bild                | Amtszeit            | Anmerkungen                                         |
| Frederik Due (1796; † 1873)            |                     | 1871–1873           |                                                     |
| Gillis Bildt (* 1820; † 1894)          |                     | 1874–1886           |                                                     |
| Alfred Lagerheim (* 1843; † 1924)      |                     | 1886–1899           |                                                     |
| Arvid Taube (* 1853; † 1916)           |                     | 1900–1909           | 1905 endete die norwegisch-schwedische Staatenunion |
| Eric Trolle (* 1863; † 1934)           |                     | 1909–1912           |                                                     |
| Arvid Taube (* 1853; † 1916)           |                     | 1912–1916           |                                                     |
| Hans-Henrik von Essen (* 1873; † 1923) |                     | 1917–1923           |                                                     |
| Fredrik Ramel (* 1872; † 1947)         |                     | 1923–1925           |                                                     |
| Einar af Wirsén (* 1875; † 1946)       |                     | 1925–1937           |                                                     |
| Arvid Richert (* 1887; † 1981)         |                     | 1937–1945           |                                                     |

### Schwedische Botschafter in derDeutschen Demokratischen Republik
1972: offizielle Aufnahme diplomatischer Beziehungen
| Königreich Schweden           | Königreich Schweden | Königreich Schweden | Königreich Schweden |
| Name                          | Bild                | Amtszeit            | Anmerkungen         |
| ----------------------------- | ------------------- | ------------------- | ------------------- |
| Carl Rappe (* 1918; † 2010)   |                     | 1972–1976           |                     |
| Eric Virgin (* 1920; † 2004)  |                     | 1976–1982           |                     |
| Rune Nyström (* 1925; † 2004) |                     | 1982–1985           |                     |
| Henrik Liljegren (* 1936)     |                     | 1985–1989           |                     |
| Vidar Hellners (* 1928)       |                     | 1989–1990           |                     |

### Schwedische Botschafter in der BundesrepublikDeutschland

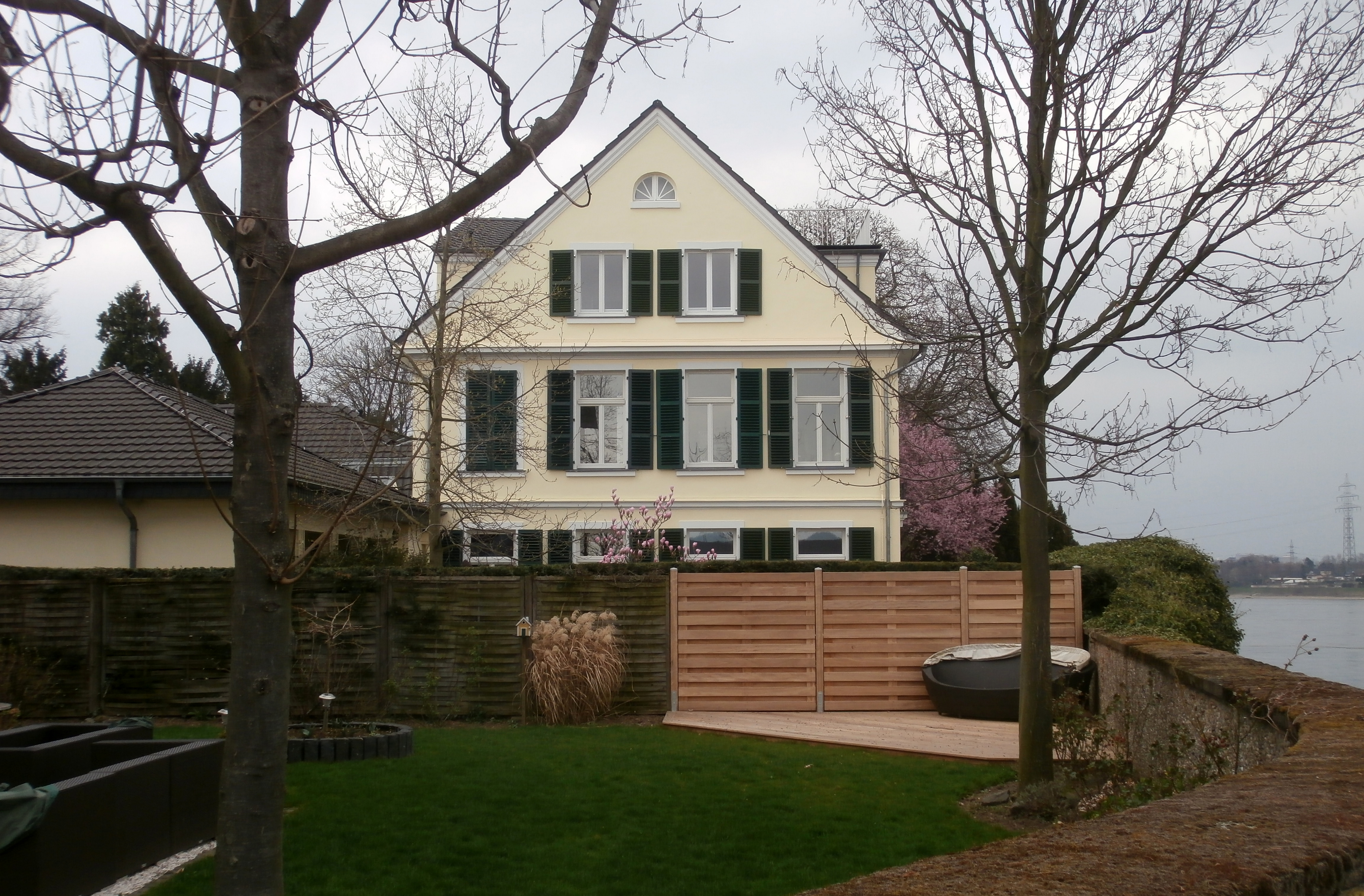
Dietkirchener Hof in Urfeld, bis 1999 Residenz der schwedischen Botschafter

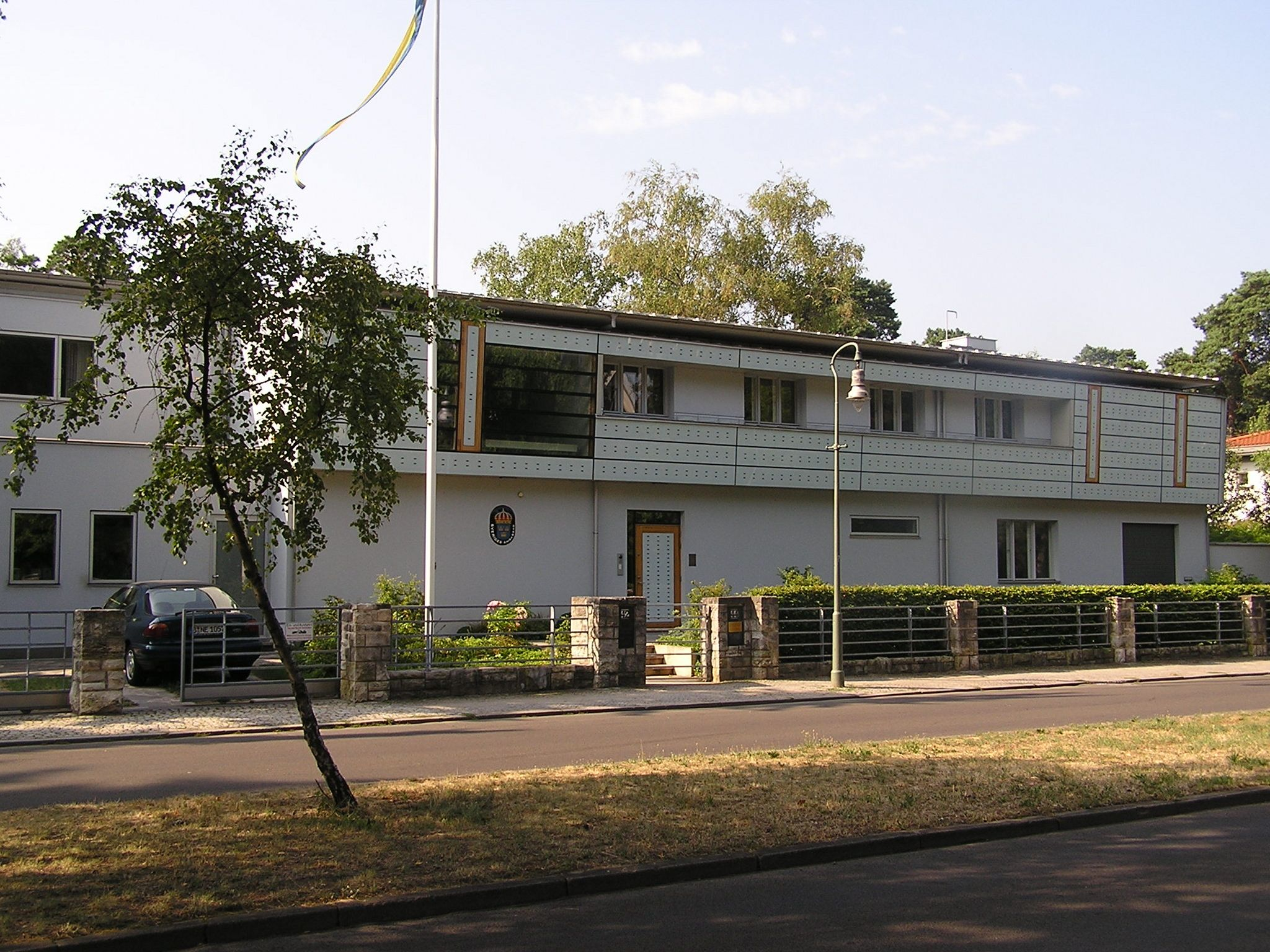
Seit 1999 residiert der schwedische Botschafter in der Pücklerstraße in Dahlem in der 1936 für Günther Werner-Ehrenfeucht errichteten Villa. Der Garten wurde von Herta Hammerbacher gestaltet und steht heute unter Denkmalschutz.

1950: Aufnahme diplomatischer Beziehungen

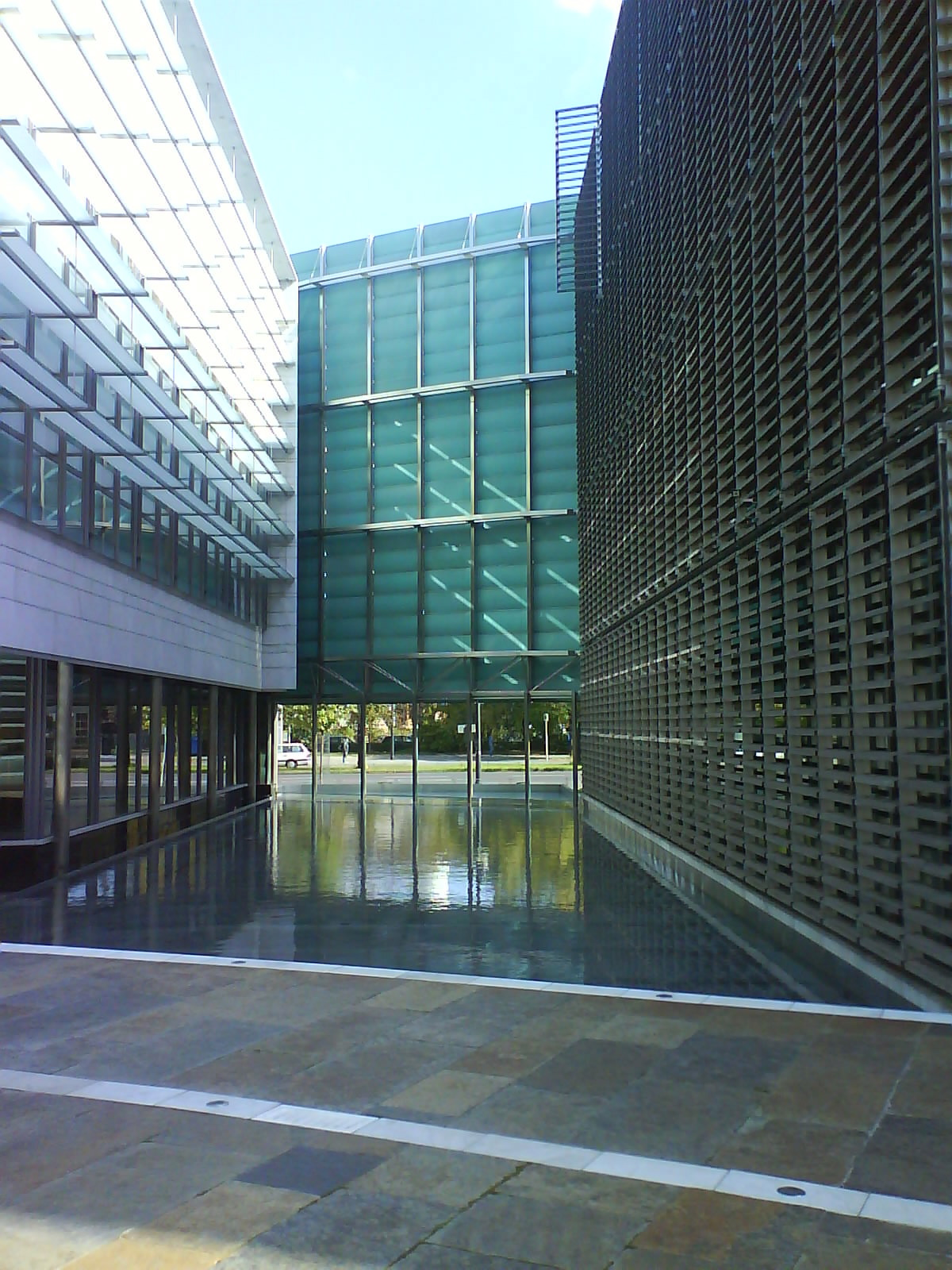
Schwedische Botschaft (seit 1999) in der Berliner Rauchstraße,
Architekt: Gert Wingårdh

| Königreich Schweden               | Königreich Schweden | Königreich Schweden | Königreich Schweden |
| Name                              | Bild                | Amtszeit            | Anmerkungen         |
| --------------------------------- | ------------------- | ------------------- | ------------------- |
| Ragnar Kumlin (* 1897; † 1979)    |                     | 1950–1956           | Gesandter           |
| Ole Jödahl (* 1910; † 1982)       |                     | 1956–1967           |                     |
| Nils Montan (* 1916; † 1986)      |                     | 1967–1972           |                     |
| Sven Backlund (* 1917; † 1997)    |                     | 1972–1983           |                     |
| Lennart Eckerberg (* 1928)        |                     | 1983–1990           |                     |
| Torsten Örn (* 1933; † 2007)      |                     | 1990–1994           |                     |
| Örjan Berner (* 1937)             |                     | 1994–1996           |                     |
| Mats Hellström (* 1942)           |                     | 1996–2001           |                     |
| Carl Tham (* 1939)                |                     | 2002–2006           |                     |
| Ruth Jacoby (* 1949)              |                     | 2006–2010           |                     |
| Staffan Carlsson (* 1948)         |                     | 2010–2015           |                     |
| Lars Danielsson (* 1953)          |                     | 2015–2016           |                     |
| Per Thöresson (* 1962)            |                     | 2017–2023           |                     |
| Veronika Wand-Danielsson (* 1959) |                     | Seit 2023           |                     |

## Gesandte in den deutschen Staaten (vor 1871)

### Schwedische Gesandte inHannover
- 1699–1711: Carl Gustaf von Friesendorff (1663–1715)

### Schwedische Gesandte bei denHansestädten
1630: Aufnahme diplomatischer Beziehungen

### Schwedische Gesandte inPreußen
1764: Aufnahme diplomatischer Beziehungen

### Schwedische Gesandte inSachsen
- 17??–1733: Carl Wilhelm von Krassow (1699–1735)